# Protracheoniscus genezarethanus
Protracheoniscus genezarethanus är en kräftdjursart som beskrevs av Karl Wilhelm Verhoeff 1923. Protracheoniscus genezarethanus ingår i släktet Protracheoniscus och familjen Trachelipodidae. Inga underarter finns listade i Catalogue of Life.